# (302849) Richardboyle
(302849) Richardboyle est un astéroïde de la ceinture principale.

## Description
(302849) Richardboyle est un astéroïde de la ceinture principale. Il fut découvert le 27 mars 2003 à Moletai par Kazimieras Černis et Justas Zdanavičius. Il présente une orbite caractérisée par un demi-grand axe de 3,16 UA, une excentricité de 0,12 et une inclinaison de 25,6° par rapport à l'écliptique.

## Compléments